# Columbian Electric Vehicle Company
Columbian Electric Vehicle Company, vorher Columbia Electric Vehicle Company, war ein US-amerikanischer Hersteller von Automobilen.

## Unternehmensgeschichte
C. F. Krueger gründete im Februar 1914 die Columbia Electric Vehicle Company. Der Sitz war in Detroit in Michigan. Er begann mit der Produktion von Automobilen. Der Markenname lautete zunächst Columbia, evtl. mit dem Zusatz Electric. 1915 änderte er die Firmierung auf Columbian Electric Vehicle Company und den Markennamen in Columbian bzw. Columbian Electric, um Verwechslungen mit der Columbia Automobile Company zu vermeiden. Anfangs waren die Verkaufspreise zu niedrig, um Gewinn zu machen. Nach einer Preiserhöhung sanken die Verkaufszahlen. Ende 1917 beschloss Krueger, die Produktion zu beenden und das Unternehmen aufzulösen.
Es gab noch andere US-amerikanische Hersteller von Fahrzeugen der Marke Columbia: Columbia Automobile Company, Columbia Engineering Works,  Columbia Motors Company und Columbia Carriage Company.

## Fahrzeuge
Im Angebot standen ausschließlich Elektroautos. Die Leistung der Elektromotoren ist nicht überliefert. Die Fahrgestelle hatten einheitlich 224 cm Radstand.
Von 1914 bis 1915 gab es Aufbauten als Runabout mit zwei Sitzen und als Coupelette mit drei Sitzen.
Sowohl 1916 als auch 1917 stellte ein viersitziger Brougham die dritte Karosserievariante dar.

## Modellübersicht
| Jahr      | Modell   | Radstand (cm) | Aufbau                                                    |
| --------- | -------- | ------------- | --------------------------------------------------------- |
| 1914–1915 | Electric | 224           | Runabout 2-sitzig, Coupelette 3-sitzig                    |
| 1916      | Electric | 224           | Runabout 2-sitzig, Brougham 4-sitzig, Coupelette 3-sitzig |
| 1917      | Electric | 224           | Runabout 2-sitzig, Brougham 4-sitzig, Coupelette 3-sitzig |